# Rádio Jornal
Rádio Jornal é uma emissora de rádio brasileira concessionada em Olinda, porém sediada no Recife, respectivamente cidade e capital do estado de Pernambuco. Opera no dial FM 90,3 MHz e pertence ao Sistema Jornal do Commercio de Comunicação, vinculado ao Grupo JCPM. A sede da emissora está no bairro de Santo Amaro. Sua torre de transmissão está no Morro do Peludo, no bairro de Ouro Preto, em Olinda.

## História

Antigo logotipo da emissora, utilizado entre 2013 e 2018

A emissora entrou no ar em 3 de julho de 1948, sendo fundada por F. Pessoa de Queiroz. Seu slogan, "Pernambuco falando para o mundo", era conhecido, porque a emissora iniciou suas operações com transmissores potentes em ondas curtas e médias, que alcançavam todo o mundo, sendo na época a mais moderna estação de rádio do Brasil.
Alguns nomes conhecidos da cultura e jornalismo local fizeram parte de seu quadro inicial, como Mário Sette, Valdemar de Oliveira, Niro Leite, Fernando Castelão, Brivaldo Franklin, Edson Néri da Fonseca, Eurico Duarte, entre outros.
Na década de 1970, a Rádio Jornal, assim como todas as empresas pertencentes ao Sistema Jornal do Commercio de Comunicação entraram em crise financeira, que se aprofundou com o fechamento do jornal Diário da Noite e a morte de F. Pessoa de Queiroz. Em 1987, a emissora foi adquirida pelo empresário João Carlos Paes Mendonça, proprietário da rede de supermercados Bompreço, sendo posteriormente recuperada e modernizada assim como a TV Jornal e o Jornal do Commercio.
Em 1991, a Rádio Jornal assumiu a liderança de audiência do rádio AM na Região Metropolitana do Recife, posição que ostenta até os dias atuais. Em 1996, passou a ser transmitida via internet. Foi também a primeira emissora do estado a transmitir sua programação para todo o estado de Pernambuco via satélite com som digital.
Em 1.º de dezembro de 2014, seguindo a tendência de outras emissoras, a Rádio Jornal passou a transmitir sua programação simultaneamente no dial FM, substituindo a sua coirmã JC News FM nos 90,3 MHz. Em 7 de maio de 2021, a emissora iniciou seu processo de migração definitiva para o FM, sendo uma das primeiras emissoras do Brasil a transmitir na faixa estendida do dial em 76.1 MHz.
Depois de quase dois anos, o SJCC decide fazer o retorno da JC FM substituindo a retransmissão da Rádio Jornal no FM 76.1, em novo formato a emissora vem com o proposito de levar música, alegria, entretenimento e também o jornalismo e as transmissões de futebol. A mudança afetou as praças de Limoeiro, Pesqueira e Petrolina, que respectivamente deixaram ter a marca Rádio Jornal e passaram a se chamar JC FM. Com isso, a Rádio Jornal permanece apenas no FM 90,3 do Recife, no FM 91,3 de Caruaru e no FM 107.5 de Garanhuns.  Em 1 de fevereiro de 2025, as emissoras FM do SJCC em Petrolina, Pesqueira e Limoeiro deixaram de transmitir a programação da JC FM voltando a transmitir a programação da Rádio Jornal nesses locais. Dessa forma, a Jornal voltou a ter 6 emissoras no estado e a JC FM ficou restrita ao Recife na banda estendida de FM.

## Programas
Atualmente, a Rádio Jornal veicula os seguintes programas:
- Bola Rolando
- Conversa Boa
- Domingo Esportivo
- Fórum Esportivo
- Movimento Esportivo
- O Assunto é Futebol
- O Comentário de Ednaldo Santos
- O Comentário de Ralph de Carvalho
- Resumo Final
- Santa Missa
- Um Minuto com Você
- Consultório do Rádio Livre
- Rádio Livre
- Madrugada Musical
- Madrugada Comando Geral
- Super Manhã
- Debate da Super Manhã
- A Voz do Povo
- Bola de Primeira
- O Redator de Plantão
- O Bandeira 2
- Edição do Meio-Dia
- A Hora do Ângelus
- Balanço de Notícias
- Movimento
- Bons Tempos na Rádio Jornal
- Nossa Saudade
- Passando a Limpo
- Super Domingo
- Conversa Boa
- Chamada Geral